# Батарейка (фільм)
«Батарейка» (англ. The Battery) — американський постапокаліптичнийфільм 2012 року, драма-жахи і режисерський дебют Джеремі Гарднера. У фільмі знімалися: Гарднер і співпродюсер Адам Кронхейм як два колишніх бейсболісти, що намагаються вижити після зомбі-апокаліпсису. Прем'єра фільму відбулася на телуриду Horror Show 13 жовтня 2012 року і отримало нагороду 4 червня 2013 року. Він завоював аудиторію і отримав нагороди на кількох міжнародних кінофестивалях.

## Сюжет
Після зомбі-апокаліпсису що охопив всю область Нової Англії, два колишніх гравці в бейсбол, Бен (Джеремі Гарднер) і Міккі (Адам Гронхейн), подорожувати дорогами Коннектикуту. Їх передісторія показує, що вони були спіймані в пастку в будинку в Массачусетсі, поряд з сім'єю Міккі, протягом трьох місяців. Батько Міккі, мати і брат були вбиті, перш ніж вони з'ясували, як уникнути вірусу. З тих пір, Бен протистоїть тому, щоб спати в закритому приміщенні і було багато аргументів щодо цього питання. У той час як Бен швидко адаптується до «мисливства-збирацтва» і постійного життя на дорозі, Міккі майже на протилежне, відмовляється звикатися з ситуацією і жадає «нормального» життя. Він відмовляється вбивати зомбі і рибалити, і завжди, слухає свій програвач компакт-дисків з навушниками, пропалюючи батареї і відволікаючи себе від свого оточення, всупереч порадам Бена.
Як тепер-незайнятого будинку подруги Міккі, пропозиція Міккі спати в закритому приміщенні знову швидко збиває Бена спантелику. Збираючи корисні речі з будинку, Бен знаходить дві рації. І вони перевіряють діапазон рації, і вони випадково підслухати розмову двох інших, що залишилися в живих, Енні і Охарда, маючи на увазі, що вони належать до організованої групи виживших. Міккі бажає контактувати їх і просить приєднатися, тільки щоб бути з ними, але ті категорично відмовилися. Незважаючи раді Бена, Міккі намагається зв'язатися з ними знову протягом декількох разів, але ніхто не відповідає.
Дует помандрував і вивчає будинок всередині лісу, де Міккі знову наполягає на перебуванні в приміщенні. Бен пом'якшується, мабуть, щоб полегшити розчарування свого друга, але забирає навушники Міккі на ніч. Того вечора, Бен напився, слухає музику і танцює, в той час як Міккі говорить з по рації радіостанції. Енні відповідає, цього разу твердо каже йому, щоб тримався подалі від каналу і перестав спілкуватися з її групою.
На наступний ранок, Бен виявляє зомбі, якого зв'язали поруч з будинком, і звільняє його в кімнаті Міккі. Він тримає двері закритими закликаючи Міккі, щоб убив його бейсбольною битою, яку він залишив у кімнаті раніше. Після звуку боротьби і зупноки, Бен відкриває двері, відкриваючи його друг успішно вбив зомбі. Міккі сердито нападає на Бена і обурений йде на зовні. Бен намагається підбадьорити його, але Міккі ламається і в сльозах, розповідаючи Бену його розмову з Енні.
Вбивши свого першого зомбі і отримавши відхилення іншої спільноти, здається, змінився Міккі. Він починає прислухатися до порад Бена, вчиться рибалити і витрачає набагато менше часу зі своїми навушниками. Через дві зупинки на дорозі, вони знаходять кинутий автомобіль і зупиняються, щоб оглянути автомобіль, Міккі виявляє, що двигун ще теплий і опиняється в заручниках у людини з ножем, який вимагає Бена дати йому свої ключі від машини. Бен робить трюк з чоловіком дозволивши Міккі йти, стріляє і вбиває його, коли він біжить. Відразу ж після цього два інших, що залишилися в живих приїхали. Жінка пояснила, що той чоловік вкрав автомобіль в них, і каже, що Бен вчинив правильно. Її супутник Еггсхед заправляє машину, і вони готуються піти. Міккі, згадавши голос Енні по радіо, називає її по імені. Енні, не бажаючи, щоб вони їшли за нею в свою групу, стріляє Бену в ногу і кидає їх ключі від машини подалі, у траву і їде. Але вже занадто темно, щоб знайти ключі, Бен і Міккі вирішує не спати в машині до ранку.
Дует розбудили шум зомбі, і включивши фари вони бачать, що вони були оточені зомбі. Оскільки нога Бена робить йогу занадто боляче, щоб рухатися, двоє змушені сидіти невизначену кількість днів усередині автомобіля. Вони, нарешті, вирішити, що Міккі вийде через люк на даху і спробує знайти ключі від машини. Коли він повертається, Бен дізнається, що він був укушений і змушений стріляти в нього. Фільм закінчується тим, Бен говорив з рацією, стверджуючи, що він прийде і вб'є Енні, щоб помститися за смерть Міккі. Останній кадр показує, що Бен втік з машини і йде по дорозі, з ордою зомбі волочачи ногу позаду .

## Виробництво
Фільм коштував $6000, і був зроблений одним пострілом за 15 днів у Коннектикуті. Сцени не були заплановані заздалегідь, а створювалися як заманеться, по волі подорожі  [Архівовано 26 березня 2014 у Wayback Machine.].

## Випуск
Прем'єра фільму відбулася на Horror Show Телуриду, жахів/жанру кінофестивалю в Теллурід, Колорадо, і був випущений через різні відео на вимогу аудиторії 4 червня 2013 року  [Архівовано 28 березня 2014 у Wayback Machine.].

## Критика
Rotten Tomatoes не має достатньої кількості відгуків, щоб дати оцінку. Лорен Тейлор номінальні плівкові 4,5/5 зірок і сказав, що це «відмінний приклад того, що по праву можна вважати жахом. [Архівовано 11 листопада 2013 у Wayback Machine.]»
Бред МакХаргуе з DreadCentral оцінив його 4.5/5 зірочок і назвав його «тріумфальним подвигом драматичного жаху. [Архівовано 10 листопада 2013 у Wayback Machine.]»
У позитивного розгляді, Скотт Вайнберг з FEARnet писав, що цей зомбі-фільм не на будь-який смак, але «є, звичайно, багато усього, як треба. [Архівовано 21 липня 2014 у Wayback Machine.]»
Курт Халфіард написав, що фільм «є дуже бажаною справою за те, що можуть зробити здатні до кінодраматургії.»
Кір-Ла Джаніссе з Fangoria рейтингує фільм 3,5/4 зірки і назвав фільм «самим активізаційним, щоб взяти на себе цю один актор-режисер, як піджанр, що я бачив на віці».

## Актори та персонажі
- Джеремі Гарднер — Бен,
- Адам Крохейн — Міккі,
- Нільс Болле — Джеррі,
- Алана О'Брайен — Енні,
- Джеймі Пантанелла — розумник,
- Ларрі Фессенден — Франк,
- Келлі Маккуейд — Лаура,
- Ерік Сімон — зомбі у підвалі,
- Бен Прізді — мертвий Зомбі на озері,
- Сара Аллен — мертвий Зомбі на озері,
- Ніколь Кіннет — автомобільний зомбі,
- Лілес Вільямс IV — Мотельний Зомбі-хлопець,
- Олівія Бонілья — Мотельний зомбі Дівчина,
- Еліза Стелла — Повія-зомбі,
- Метт Бакко — вперше убитий зомбі Міккі.

### Нагороди
| Фестиваль                        | Нагорода                                                         |
| -------------------------------- | ---------------------------------------------------------------- |
| Buenos Aires Rojo Sangre         | Best Film [Архівовано 30 березня 2014 у Wayback Machine.]        |
| Imagine Film Festival            | Audience Award                                                   |
| Dead by Dawn                     | Audience Award                                                   |
| Toronto After Dark Film Festival | Audience Award (Gold), Best Screenplay, Best Music, Best Poster  |
| Festival Mauvais Genre           | Audience Award [Архівовано 10 листопада 2013 у Wayback Machine.] |
| Fantaspoa                        | Best Zombie Film                                                 |